# سیارک ۱۵۹۰۱۱
سیارک ۱۵۹۰۱۱ (به انگلیسی: 159011 Radomyshl، نامگذاری:2004TX13) صد و پنجاه و نه هزار و یازدهمین سیارک کشف شده‌است که در ۷ اکتبر ۲۰۰۴ کشف شد.